# Liam Tuohy
Liam Tuohy, né le 27 avril 1933 à East Wall un quartier de Dublin en Irlande et mort le 13 août 2016, est un joueur et entraîneur de football.
Durant les années 1950 et 1960, il a été footballeur dans les clubs des Shamrock Rovers et de Newcastle United et en équipe nationale irlandaise. Après sa carrière de joueur, Liam Tuohy est devenu entraîneur pour les Shamrock Rovers, Dundalk FC et Shelbourne FC et pour l’équipe d’Irlande de football. En juillet 1973, il a été le manager de l’équipe des Shamrock XI qui a joué un match contre l’équipe du Brésil de football. Au cours des années 1980, il a entrainé l’équipe d’Irlande des moins de 19 ans. Il s’est retiré du football en 2002 après avoir entrainé le Home Farm FC.

## Les premières années
Liam Tuohy est né à East Wall un quartier nord de l’agglomération dublinoise. Il est l’avant-dernier d’une fratrie de six garçons. Son père, Gavin, décède alors qu’il est encore enfant. Tuohy commence le sport par le hurling dans son école de St Joseph. Il joue ensuite au football quand il entre à St. Mary’s à East Wall. Après avoir quitté l’école, Tuohy commence à travailler au Royal Enfield, un fabricant de motos.

## Sa carrière de footballeur

### Shamrock Rovers
En 1951, à l’âge de 18 ans, Liam Tuohy signe pour les Shamrock Rovers. Après une saison passée avec les moins de 21 ans, il fait ses grands débuts en équipe première. Très vite il attire l’attention de clubs professionnels anglais comme West Bromwich Albion ou Aston Villa mais décide de rester aux Rovers. Sous la direction de Paddy Coad, il devient un des rouages essentiels de l’équipe surnommée les « Révolvers de Coad », les « Coad’s colts ». Pendant cette période il remporte trois titres de champion d’Irlande et deux Coupe d'Irlande de football. Il fait aussi ses débuts en coupe d’Europe. En 1959 il marque son premier but dans une compétition européenne lors de la défaite en France contre l’OGC Nice ,. Il marque un but lors des campagnes européennes de 1964-1965 et 1965-1966. Lors de la Coupe d'Europe des vainqueurs de coupe de football 1966-1967, les Shamrock Rovers atteignent le deuxième tour après avoir éliminé le Spora Luxembourg. Ils rencontrent alors le Bayern Munich. Ils sont à deux doigts de créer l’exploit d’éliminer ce géant du football européen. Après un match nul 1-1 à Dublin, le match retour a lieu à Munich. Les Rovers après avoir été menés 2-0 reviennent grâce à deux buts de Bobby Gilbert et Tuohy. Ils sont alors virtuellement qualifiés. Mais un dernier but marqué dans les dernières minutes du match par Gerd Müller sauve l’équipe bavaroise.

### Newcastle United
En 1960, Tuohy, maintenant âgé de 27 ans et père de trois enfants, partage son temps entre l’équipe des Shamrock Rovers et son travail à la brasserie de St. James's Gate pour Guinness. Il accepte alors une proposition de contrat faite par le club anglais de Newcastle United. Il signe son engagement en mai 1960 et débute sous ses nouvelles couleurs le 8 août 1960. Il passe trois ans chez les Magpies. Il joue au total 42 matchs et marque 9 buts,.

### En équipe nationale
Entre 1955 et 1965, Liam Tuohy gagne 8 sélections et marque 4 buts pour l’équipe de la république d'Irlande de football. Il fait ses débuts internationaux le 10 octobre 1955 lors d’une défaite 4-1 contre la Yougoslavie. Tuohy obtient ses deux sélections suivantes alors qu’il joue pour Newcastle. Le 5 avril 1959 il marque son premier but en équipe nationale à Dalymount Park lors d’une victoire 2-0 contre la Tchécoslovaquie. Comme ce match est le tout premier match officiel en Championnat d'Europe de football, Tuohy marque à la 22e minute le premier but de l’histoire de la compétition. Ses trois autres buts ont tous été marqués en 1962, successivement contre l’Autriche et l'Islande. Tuohy joue son dernier match international le 24 mars 1965 contre la Belgique,.

## Sa carrière d'entraîneur

### Shamrock Rovers
En 1963, Liam Tuohy retourne aux Shamrock Rovers et signe un contrat d’entraîneur-joueur. Dès sa première saison il guide l’équipe vers un doublé championnat d’Irlande/Coupe d’Irlande. En 1964, il organise l’équipe autour de Bobby Gilbert, Johnny Fullam, Pat Dunne, Frank O'Neill, Mick Leech et Paddy Mulligan et commence une série de cinq victoires consécutives en Coupe d'Irlande de football. 
Pendant l’été 1967, Tuohy joue et entraine aux États-Unis les Rovers jouant sous le nom de Boston Rovers pour le lancement de l’United Soccer Association.

## Dundalk FC
En 1969, Liam Tuohy est désigné manager du Dundalk Football Club. Son premier match est une double confrontation en Coupe d’Europe des villes de foire contre Liverpool FC. Les deux matchs tournent à la déroute : le match aller est perdu sur les bords de la Mersey par 10 buts à 0 et le match retour à Dundalk sur le score de 4 à 0. Malgré cela Tuohy reste en place pendant deux années et emmène le club vers des victoires en Leinster Cup en 1971 et League of Ireland Shield en 1972.

## L’équipe nationale irlandaise
En 1971, alors qu’il est manager de Dundalk, Liam Tuohy est aussi désigné entraîneur de l’équipe de la république d'Irlande de football. Son premier match se solde par une défaite de l’Irlande en Autriche sur le score de 6 à 0. Ce match qui fait partie des éliminatoires de l’Euro 1972 a été programmé un dimanche 24 heures après une journée de championnat d’Angleterre. Comme l’équipe irlandaise est composée en quasi-totalité de joueurs évoluant en Angleterre, Tuohy est obligé de sélectionner des joueurs du championnat d’Irlande de football. À partir de cette date, il fait en sorte que ce genre d’évènement ne puisse plus se reproduire : il demande que tous les matchs de l’équipe d’Irlande se jouent le mercredi et pendant des mois il parcourt l’Angleterre et s’entretient avec les différents entraîneurs anglais afin de s’assurer de la présence de tous ses internationaux. Le 4 janvier 1972, lors de son deuxième match à la tête de l’équipe, il affronte et bat l’équipe olympique d’Allemagne 3 buts à 0. En juin l’équipe d’Irlande part au Brésil pour jouer la Coupe de l’Indépendance. Parmi les quatre matchs disputés, l’Irlande bat l’Iran et l’Équateur.
Tuohy est ensuite confronté aux éliminatoires de la Coupe du monde 1974. Le 18 octobre 1972, avec les absences conjuguées de Johnny Giles et Paddy Mulligan blessés et de Don Givens non libéré par son club les Queens Park Rangers, l’Irlande est battu 2 à 1 par l’Équipe d'Union soviétique de football. Un mois plus tard, l’Irlande relève la tête et bat l’équipe de France de football 2-1. En mai 1973, une deuxième défaite contre l’URSS, 1-0 cette fois-ci, met définitivement fin aux espoirs irlandais de qualification. En mai, Tuohy dirige pour la dernière fois l’Irlande lors du match retour contre la France. Après seulement 11 matchs, Liam Tuohy démissionne.

## L’équipe d’Irlande des moins de 19 ans
En 1981, après six années à la tête de l’équipe de l’Université de Dublin, Tuohy reprend en main une équipe nationale, celle des moins de 19 ans cette fois-ci. Il exerce cette charge en même temps que son poste d’entraineur de l’équipe de Shelbourne FC. Il prend comme assistance, un jeune entraineur, Brian Kerr et dans les cinq ans que dure sa charge qualifie l’équipe pour les championnats d’Europe des moins de 19 ans puis pour la Coupe du monde des moins de 20 ans.
Pendant les championnats d’Europe, Tuohy dirige une équipe qui comprend de grands espoirs du football irlandais comme Denis Irwin et Brian Mooney. L’équipe se qualifie pour les demi-finales où elle perd contre l’URSS. L’Irlande perd aussi le match pour la troisième place, contre la Pologne. C’est à l’époque le meilleur résultat de l’histoire du football irlandais dans une compétition internationale. Seule l’équipe emmenée par Kerr fera mieux en 1998 en gagnant le championnat d’Europe de football des moins de 19 ans.

## Palmarès

### Joueur
Shamrock Rovers
- Championnat d'Irlande de football : 4
  - 1953/1954, 1956/57, 1958/59, 1963/64:
- Coupe d'Irlande de football : 8
  - 1955, 1956, 1964, 1965, 1966, 1967, 1968, 1969
- League of Ireland Shield : 8
  - 1954-55, 1955-56, 1956-57, 1957-58, 1963-64, 1964-65, 1965-66, 1967-68
- Leinster Senior Cup : 6
  - 1955, 1956, 1957, 1958, 1964, 1969: 6
- Dublin City Cup : 1
  - 1966-67
- Personnalité sportive de l'année
  - 1965-66

### Entraîneur
Dundalk
- League of Ireland Shield : 1
  - 1972
- Leinster Senior Cup : 1
  - 1971

## Sources
- (en) Stephen McGarrigle, The Complete who's who of Irish international football : 1945-1996, Edimbourg, Mainstream Publishing, octobre 1996, 237 p. (ISBN 1-85158-894-9), p. 184